# Col de Marie-Blanque
El puerto de Marie-Blanque (en francés: col de Marie-Blanque) es un puerto de montaña del Pirineo francés, de 1035 metros sobre el nivel del mar, situado en el departamento de Pirineos Atlánticos. Se encuentra en la carretera de conexión entre dos valles vecinos, el de Aspe y el de Ossau. Es utilizado por la route des cols.

## Toponimia
Según Franck Ferrand, toma su nombre de una mujer, Marie Asserquet, apodada Marie Blanque, (María Blanca en occitano bearnés), considerada la última auroustère. Esta profesión de plañideras se encargaba de declamar poesía en los funerales. Sin embargo, para Michel Grosclaude, María Blanca, el apodo de la auroustère Marie Asserquet (1765-1849), no tiene nada que ver con el paso, que ya lleva el nombre de Marie-Blanque en el mapa de Cassini, así como en los mapas preexistentes.

## Geografía
Dentro del perímetro del parque nacional de los Pirineos, se ubica en el territorio del municipio de Bilhères, en el departamental 294.
Conecta los valles de Aspe y Ossau, proporcionando acceso a la meseta de Bénou.

## Actividades
Se puede practicar senderismo durante todo el año.
El col de Marie-Blanque es temido y buscado por los cicloturistas. Tiene dos caras con perfiles muy diferentes:
- Desde el oeste, partiendo del pueblo de Escot, la subida de 9,5 km tiene un desnivel de 715 metros. Sin embargo, son los últimos cuatro kilómetros (desde el camping del Mont-Bleu) los que ofrecen las pendientes más formidables, que nunca bajan del 9% antes de la cumbre, y con rampas de más del 15%. La carretera es recta y no ofrece ningún respiro;
- Desde el este, partiendo de Bielle, la pendiente es más regular y el paisaje más aireado hace que la subida sea menos austera. Un primer sector de 5 km permite subir a la meseta de Bénou donde la carretera vuelve a ser llana. Esta primera rampa nunca supera las 10 %. Después de la meseta, 2 km vuelven a presentar pendientes difíciles (casi 10 %), mientras que el final del col parece un falso llano.

### Eventos deportivos
El Tour de Francia lo utiliza con regularidad. La primera vez en el Tour de 1978, esta vez subido por el lado occidental, con salida desde Escot. Tras la muerte accidental de Fabio Casartelli el día anterior, la 16.ª etapa de 1995 fue neutralizada. El Tour de 1987 lo utilizó en dos etapas sucesivas.
| Año  | Etapa | Categoría | Primero en la cima      | Sentido        |
| ---- | ----- | --------- | ----------------------- | -------------- |
| 2023 | 5     | 1         | Jai Hindley             | desde Escot    |
| 2020 | 9     | 1         | Marc Hirschi            | desde Escot    |
| 2010 | 17    | 1         | Juan Antonio Flecha     | desde Escot    |
| 2007 | 16    | 1         | Mauricio Soler          | desde Escot    |
| 2006 | 10    | 1         | Cyril Dessel            | desde Escot    |
| 2005 | 16    | 1         | Jörg Ludewig            | desde Escot    |
| 2000 | 10    | 1         | Javier Ochoa            | desde Escot    |
| 1996 | 17    | 2         | Neil Stephens           | desde Bilhères |
| 1995 | 16    | 2         | neutralizado            | desde Bilhères |
| 1992 | 2     | 1         | Richard Virenque        | desde Escot    |
| 1990 | 17    | 1         | Dominique Arnaud        | desde Bilhères |
| 1989 | 9     | 1         | Robert Forest           | desde Escot    |
| 1987 | 14    | 1         | Gilbert Duclos-Lassalle | desde Escot    |
| 1987 | 13    | 1         | Luis Herrera            | desde Escot    |
| 1986 | 12    | 1         | Pedro Delgado           | dese Escot     |
| 1978 | 10    | 2         | Michel Pollentier       | deede Escot    |